# Stellaland
Stellaland var en kortlivet boer–republik fra 1882 til 1885 som lå i et område af Bechuanaland, vest for Sydafrikanske republik.
Republikken blev formelt oprettet den 26. juli 1882 af David Massouw og 400 tilhængere under lederskabet til Gerrit Jacobus van Niekerk (1849–1896). Byen Vryburg blev grundlagt og erklæret som hovedstad. Den 7. august 1883 forenede Stellaland sig med Goshen og dannede "Stellalands forenede stater".
Storbritannien sendte i 1885 en styrke under Charles Warren i 1885 som afskaffede republikken den 30. september og førte territoriet tilbage til Britisk Bechuanaland.
Mens den eksisterede, adopterede Stellaland tre forskellige flag.
26°57′S 24°44′Ø / 26.95°S 24.73°Ø